# Cryptocarya bracteolata
Cryptocarya bracteolata är en lagerväxtart som beskrevs av James Sykes Gamble. Cryptocarya bracteolata ingår i släktet Cryptocarya och familjen lagerväxter. Inga underarter finns listade i Catalogue of Life.